# فلاویا دی اولیویرا
فلاویا دی اولیویرا (به انگلیسی: Flávia de Oliveira) (زاده ۱۷ ژوئیه ۱۹۸۳) مدل برزیلی است.